# Molophilus tenuior
Molophilus tenuior är en tvåvingeart som beskrevs av Günther Theischinger 1992. Molophilus tenuior ingår i släktet Molophilus och familjen småharkrankar. Inga underarter finns listade i Catalogue of Life.